# Apex (motorfiets)
Apex is een historisch Duits motorfietsmerk.
De bedrijfsnaam was: Apex Motoren GmbH, Köln.
Apex was een van de honderden Duitse merken die halverwege de jaren twintig ontstonden, maar door de slechte economische situatie nauwelijks kans hadden te overleven. Daar kwam nog bij dat Apex juist vrij dure en sportieve motorfietsen produceerde met Britse 247- en 348cc-Blackburne-kopklepmotoren. De productie begon in 1925 en werd in 1926 al beëindigd.